# 谷風 (江風型駆逐艦)
|                        | |
| 艦歴                   | |
| 計画                   | 1916年度 |
| 起工                   | 1916年9月20日 |
| 進水                   | 1918年7月20日 |
| 就役                   | 1919年1月30日 |
| 除籍                   | 1935年4月1日 |
| その後                 | 1940年4月1日廃駆逐艦第19号と仮称、呉に繋留 1944年回天の練習船として使用 戦後解体                                 |
| 性能諸元（竣工時計画） | |
| 排水量                 | 基準：公表値 1,180トン 常備：1,300トン                                                                           |
| 全長                   | 全長：336 ft 6 in (102.57 m) 水線長：326 ft 3 in (99.44 m)または 99.59m 垂線間長：320 ft 0 in (97.54 m)          |
| 全幅                   | 29 ft 0 in (8.84 m)                                                                                              |
| 吃水                   | 9 ft 3+1⁄2 in (2.83 m)                                                                                           |
| 深さ                   | 19 ft 0 in (5.79 m)                                                                                              |
| 推進                   | 2軸 x 400rpm 直径9 ft 6 in (2.90 m)、ピッチ12 ft 1 in (3.68 m)                                                   |
| 機関                   | 主機：ブラウン・カーチス式オールギアードタービン (高低圧) 2基 出力：34,000馬力 ボイラー：ロ号艦本式重油専焼缶4基 |
| 速力                   | 37.5ノット 公表値 34ノット                                                                                       |
| 燃料                   | 重油375トン |
| 航続距離               | 3,400カイリ / 14ノット または 2,800カイリ / 14ノット                                                             |
| 乗員                   | 竣工時定員 127名 1928年公表値 128名                                                                              |
| 兵装                   | 12cm単装砲3門 三年式機砲 2挺 45cm魚雷発射管 連装3基6門 魚雷12本                                                  |
| 搭載艇                 | 4隻 |
| 備考                   | ※トンは英トン |

谷風（たにかぜ）は、大日本帝国海軍の駆逐艦で、江風型駆逐艦の2番艦である。同名艦に陽炎型駆逐艦の「谷風」があるため、こちらは「谷風 (初代)」や「谷風I」などと表記される。

## 艦歴
1916年（大正5年）5月12日製造訓令。1917年（大正6年）9月20日、舞鶴海軍工廠で起工。1918年（大正7年）7月20日午前10時35分進水。1919年（大正8年）1月30日竣工。
1935年（昭和10年）4月1日除籍。1940年（昭和15年）4月1日、廃駆逐艦第19号と仮称。呉及びその周辺で回天の練習船、防波堤として使用、戦後解体。

## 艦長
※『日本海軍史』第9巻・第10巻の「将官履歴」及び『官報』に基づく。
艤装員長
- 小沢潔 少佐：1918年7月2日[10] - 9月10日[11]
- （兼）小沢潔 少佐：1918年9月10日[11] -

駆逐艦長
- 小沢潔 少佐：1918年9月10日[11] - 1919年4月1日[12]
- （心得）小沢潔 少佐：1919年4月1日[12] -
- 後藤章 中佐：1919年12月1日 - 1920年11月15日
- （兼）岡本郁男 中佐：1920年11月15日 - 12月1日
- 岩村兼言 中佐：1920年12月1日 - 1921年12月1日
- 若山昇 中佐：1921年12月1日[13] - 1922年12月1日[14]
- 長井実養 中佐：1922年12月1日[14] - 1923年11月1日[15]
- （心得）染河啓三 少佐：1923年11月1日[15] - 12月1日[16]
- 染河啓三 中佐：1923年12月1日[16] - 1924年12月1日[17]
- （兼）杉本嘉多雄 少佐：1924年12月1日[17] - 1925年6月1日[18]
- 丸山良雄 少佐：1925年6月1日[19] - 8月20日[20]
- 横山徳治郎 少佐：1925年8月20日 - 10月15日
- 中原達平 少佐：1925年10月15日[21] - 12月1日[22]
- 清水長吉 少佐：1925年12月1日[22] - 12月7日[23]
- 鈴木田幸造 少佐：1925年12月7日[23] - 1926年10月15日[24]
- 後藤鉄五郎 少佐：1926年10月15日[24] - 1927年12月1日[25]
- 神山徳平 少佐：1927年12月1日[25] - 12月15日[26]
- 福原一郎 少佐：1927年12月15日[26] - 1929年11月30日[27]
- 藤田俊造 少佐：1929年11月30日[27] - 1931年11月2日[28]
- 村上暢之助 少佐：1931年11月2日 - 1932年4月1日